# Baskír ló
A baskír ló (baskírul: Башҡорт аты, baskort ati; oroszul: Башкирская лошадь, baskirszkaja losagy) az Oroszországi Föderációhoz tartozó Baskíriában kialakult lófajta, a mongol ló rokona. Tenyésztési központja Ufában található. Két típusa van, a kisebb, könnyebb, lovaglásra használt hegyi változat, és a nehezebb, erősebb sztyeppei változat. Lovaglás mellett igáslóként is használják, valamint tejét is felhasználják kumisz készítésére.

## Története
A 19. században nemesítési kísérletek történtek ereje és tejtermelő képessége növelésére. 1845-ben hozták létre az első tenyészközpontokat. A baskír lovat keresztezték többek között az orosz igáslóval, valamint a kazak lóval és a jakut lóval is.
Az Altaji határterület és Jakutföld után Baskíriában van a harmadik legnagyobb lópopuláció az Oroszországi Föderációban. 2003-ban a populáció elérte a 94 470 egyedet.

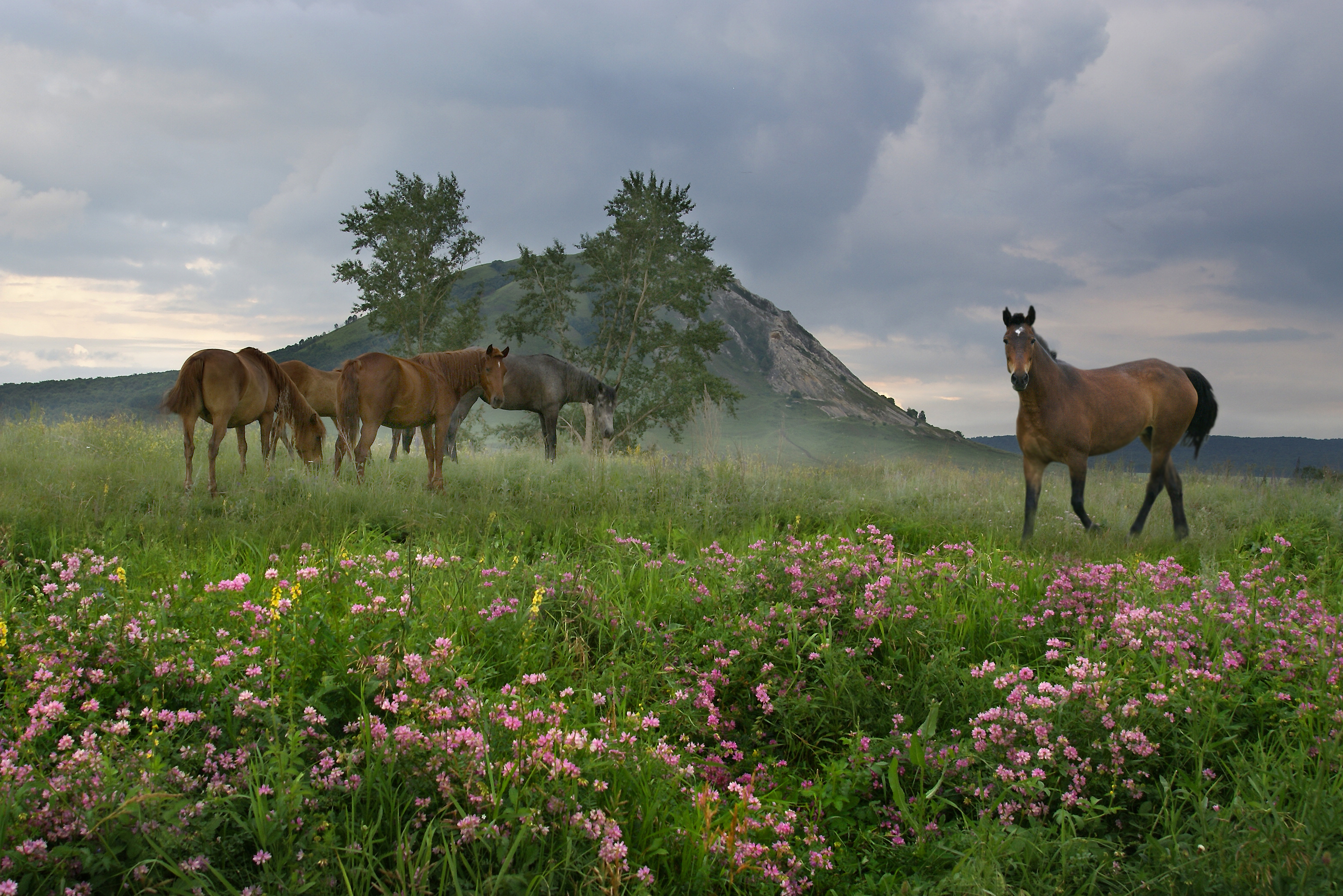
Baskír lovak az Isimbaji járásban
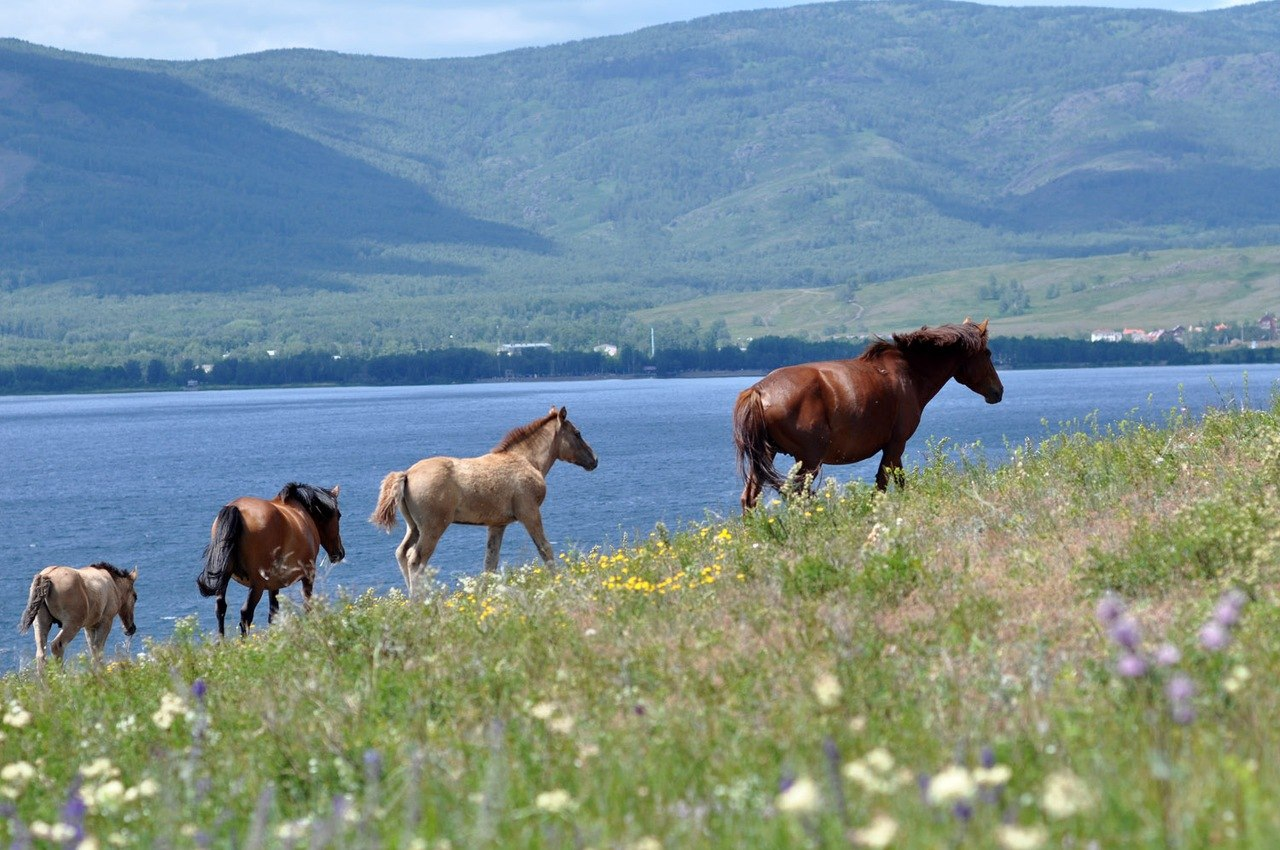
Lovak az Abzelil járásban
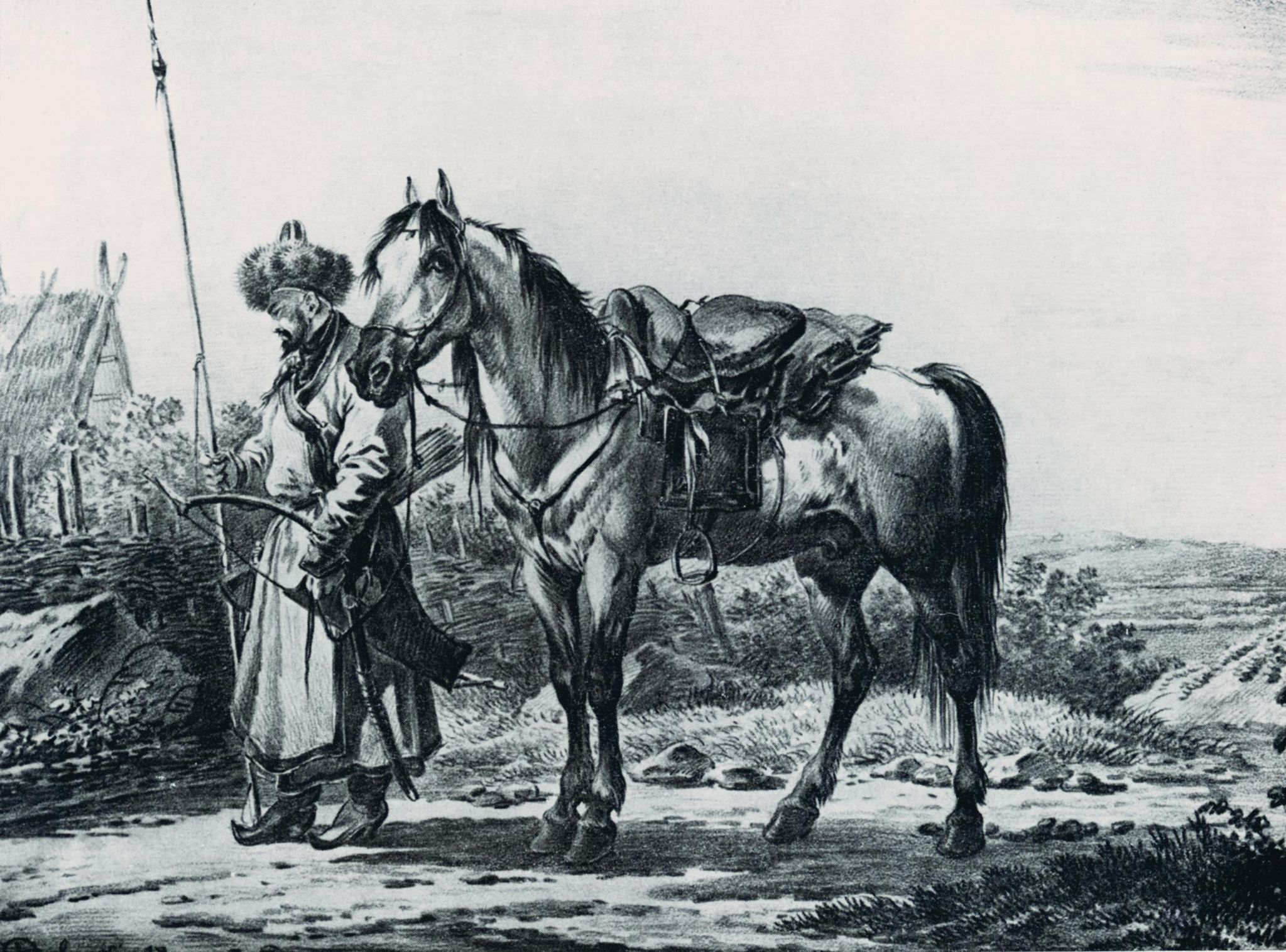
Baskír lovas, Aleksander Orłowski rajza
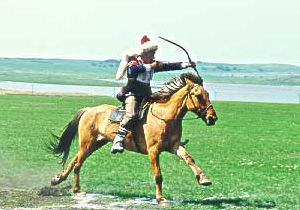
Baskír lovas

## Fordítás
Ez a szócikk részben vagy egészben  a   Bashkir horse című angol Wikipédia-szócikk ezen változatának fordításán alapul.  Az eredeti cikk szerkesztőit annak laptörténete sorolja fel. Ez a jelzés csupán a megfogalmazás eredetét és a szerzői jogokat jelzi, nem szolgál a cikkben szereplő információk forrásmegjelöléseként.